# Stratford (Texas)
Stratford település az Amerikai Egyesült Államok Texas államában, Sherman megyében, melynek megyeszékhelye is. Lakosainak száma 1939 fő (2020. április 1.).

## Népesség
A település népességének változása:

| 2010 | 2 017 |
| 2020 | 1 939 |